# Стремсунд (комуна)
Комуна Стремсунд (швед. Strömsunds kommun) — адміністративно-територіальна одиниця місцевого самоврядування, що розташована в лені Ємтланд у центральній Швеції на кордоні з Норвегією.
Стремсунд 6-а за величиною території комуна Швеції. Адміністративний центр комуни — місто Стремсунд.

## Населення
Населення становить 12 165 чоловік (станом на вересень 2012 року). 
| Кількість населення комуни Стремсунд за 1970-2010 роки | Кількість населення комуни Стремсунд за 1970-2010 роки | Кількість населення комуни Стремсунд за 1970-2010 роки | Кількість населення комуни Стремсунд за 1970-2010 роки | Кількість населення комуни Стремсунд за 1970-2010 роки |
| ------------------------------------------------------ | ------------------------------------------------------ | ------------------------------------------------------ | ------------------------------------------------------ | ------------------------------------------------------ |
| Рік                                                    |                                                        |                                                        | Населення                                              |                                                        |
| 1970                                                   | 1970                                                   |                                                        | 18 460                                                 | 18 460                                                 |
| 1975                                                   | 1975                                                   |                                                        | 17 758                                                 | 17 758                                                 |
| 1980                                                   | 1980                                                   |                                                        | 17 343                                                 | 17 343                                                 |
| 1985                                                   | 1985                                                   |                                                        | 16 611                                                 | 16 611                                                 |
| 1990                                                   | 1990                                                   |                                                        | 16 093                                                 | 16 093                                                 |
| 1995                                                   | 1995                                                   |                                                        | 15 316                                                 | 15 316                                                 |
| 2000                                                   | 2000                                                   |                                                        | 13 938                                                 | 13 938                                                 |
| 2005                                                   | 2005                                                   |                                                        | 12 931                                                 | 12 931                                                 |
| 2010                                                   | 2010                                                   |                                                        | 12 185                                                 | 12 185                                                 |
| Джерело: SCB                                           |                                                        |                                                        |                                                        |                                                        |

## Населені пункти
Комуні підпорядковано 7 міських поселень (tätort) та низка сільських, більші з яких:
- Стремсунд (Strömsund)
- Гаммердаль (Hammerdal)
- Гутінг (Hoting)
- Баке (Backe)
- Геддеде (Gäddede)
- Руссен (Rossön)
- Несвікен (Näsviken)

## Міста побратими
Комуна підтримує побратимські контакти з такими муніципалітетами:
- Гаусярві, Фінляндія

## Галерея

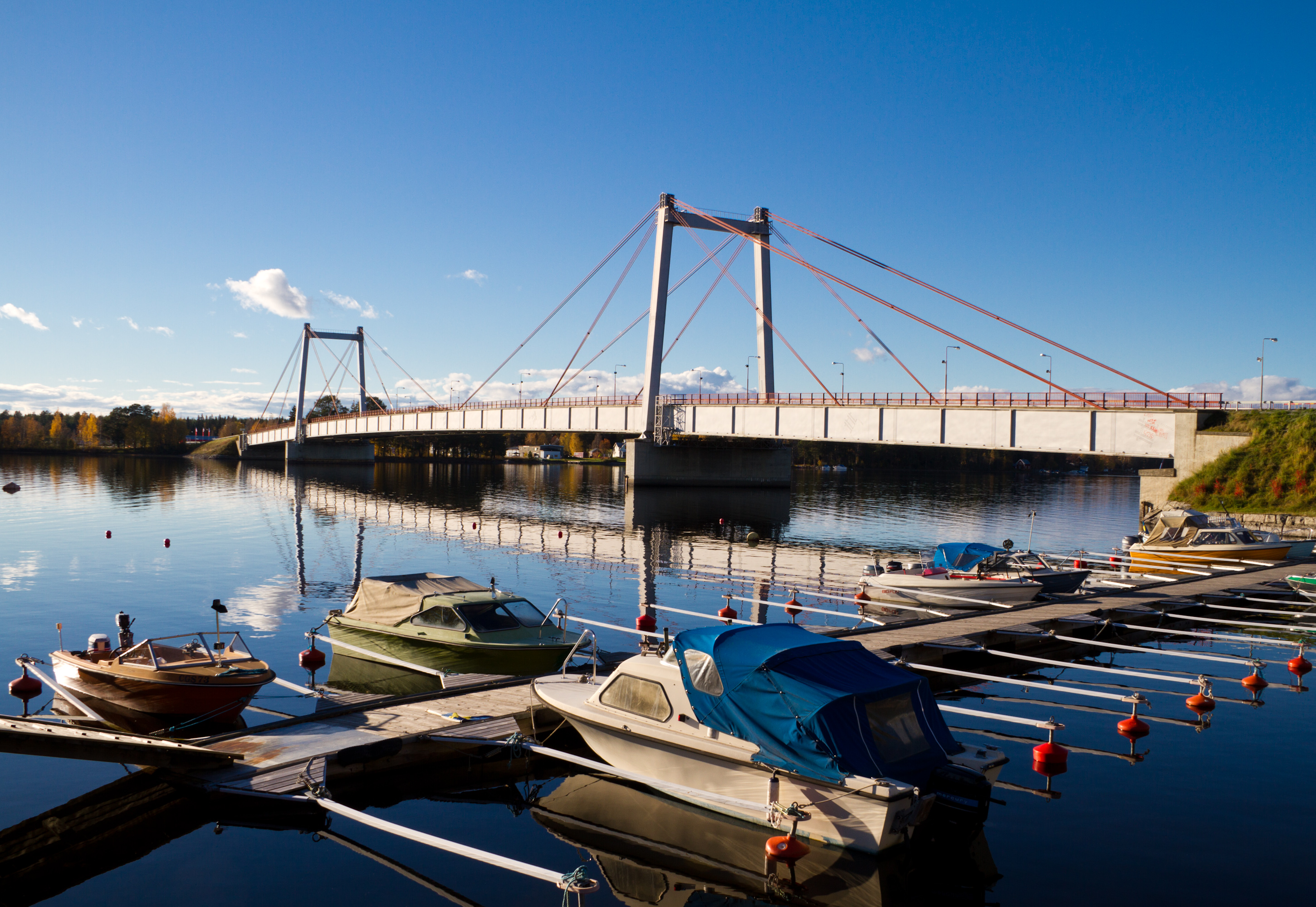
Міст (Стремсунд)
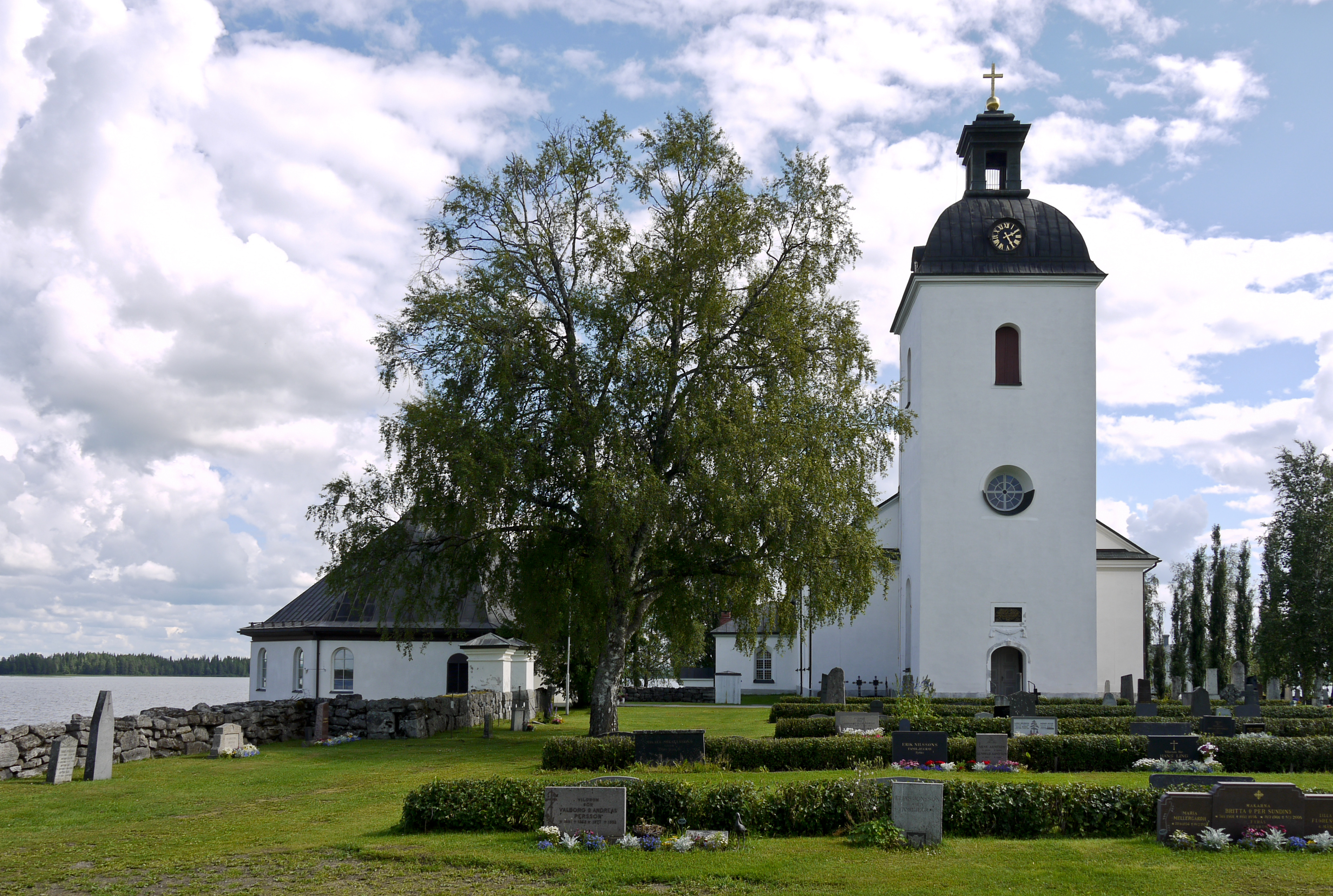
Церква (Гаммердаль)
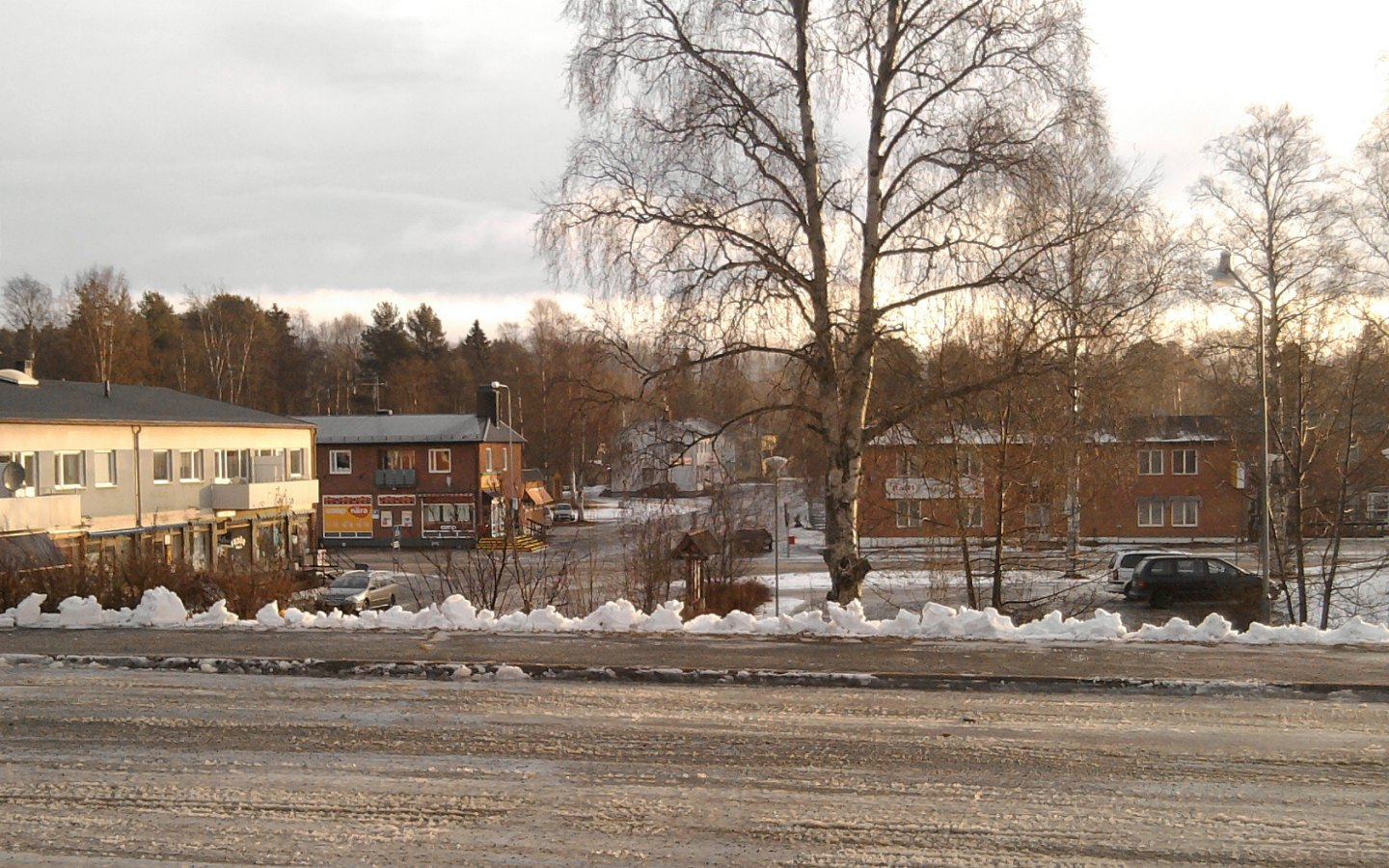
Містечко Гутінг
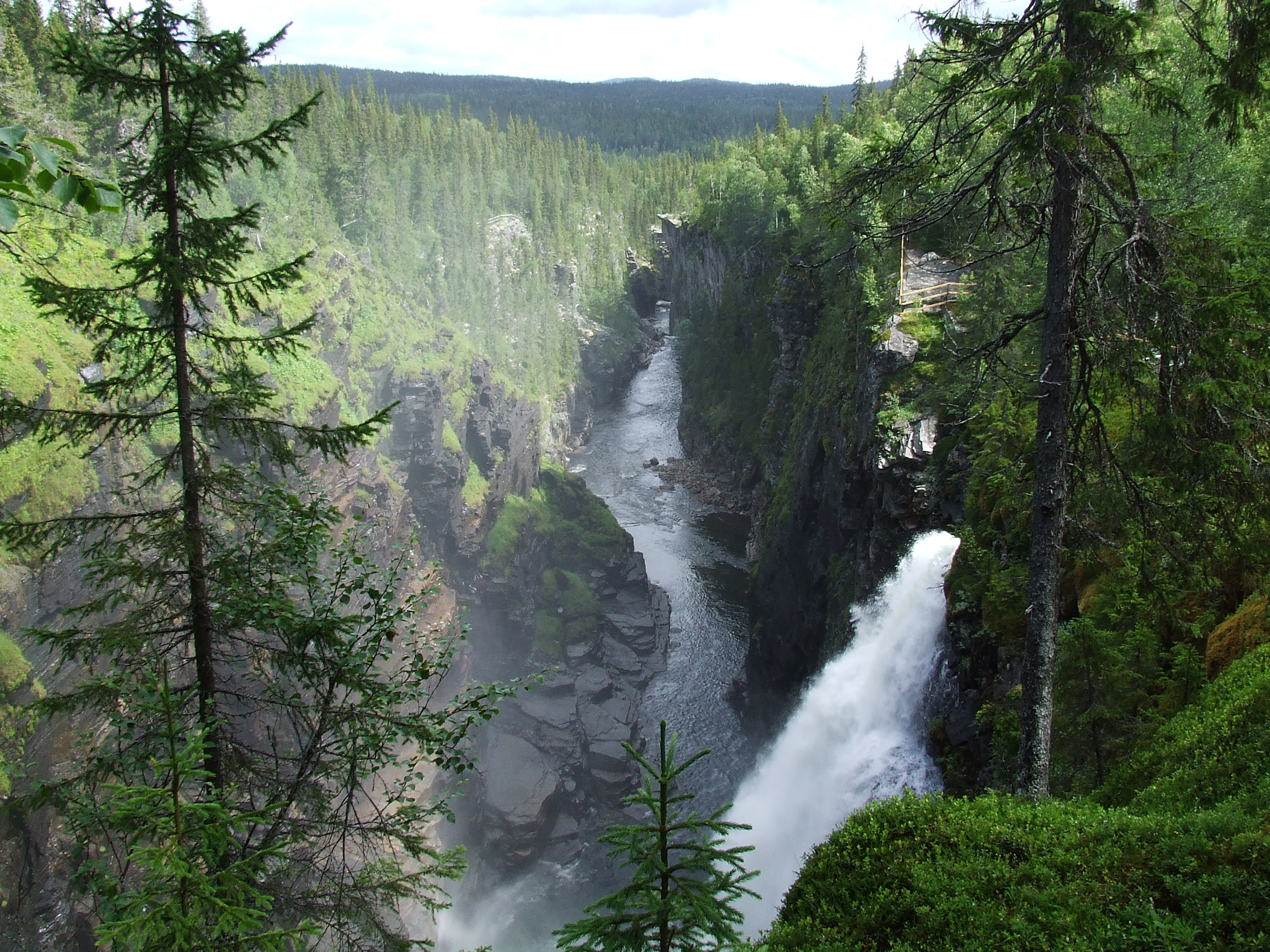
Водоспад Геллінгсофалль

## Виноски
1. ↑  Folkmangd i riket, lan och kommuner (шв.) . Центральне бюро статистики Швеції. Архів оригіналу за 20 серпня 2013. Процитовано 7 лютого 2013.